# Piotr Urbankowski
Piotr Franciszek Urbankowski (ur. 1954) – polski polityk, dyplomata i urzędnik państwowy, w 1996 podsekretarz stanu w Urzędzie Rady Ministrów w latach 2001–2003 podsekretarz stanu w Ministerstwie Obrony Narodowej.

## Życiorys
Z wykształcenia historyk, początkowo pracował w szkolnictwie. Od 1984 zatrudniony w pionie organizacyjnym Zjednoczonego Stronnictwa Ludowego. W latach 1989–1993 pozostawał zastępcą Konsula Generalnego RP w Malmö. Następnie od 1993 pracował w Ministerstwie Współpracy Gospodarczej z Zagranicą jako szef departamentu personalnego i gabinetu ministra, a od czerwca 1994 do stycznia 1996 był dyrektorem generalnym resortu. Zasiadał w radach nadzorczych Cenreksu, TP SA i Kolmeksu.
Od 25 stycznia do 31 grudnia 1996 pozostawał podsekretarzem stanu w Urzędzie Rady Ministrów. W latach 1996–1998 kierował Urzędem Zamówień Publicznych, następnie zatrudniony w Elektrimie. Od listopada 1999 do listopada 2001 pracował w dziale kadr Telewizji Polskiej jako specjalista i następnie szef. W 2001 został wiceministrem obrony narodowej z rekomendacji Polskiego Stronnictwa Ludowego, odpowiedzialnym za sprawy społeczne. Zakończył pełnienie funkcji 3 marca 2003 po wyjściu PSL z koalicji rządzącej. Następnie bezskutecznie ubiegał się o powrót do pracy w TVP za pośrednictwem Adama Halbera.